# 性翁寺
木余り 性翁寺（きあまり・しょうおうじ）は、東京都足立区にある浄土宗の寺院。通称は木余り。
足立姫ゆかりの女性往生の寺。本尊の「木余り如来」（きあまりにょらい）は伝承によれば、悲運の女性・足立姫の菩提を弔うため行基菩薩が余りの木で彫ったといわれる東京都指定有形文化財で、いにしえより女性の幸福が祈願されてきた。地元・足立区では「木余り寺」（きあまりでら）、「木余りさん」などとも呼ばれ親しまれている。

## 足立姫伝説と性翁寺開創
「性翁寺は六阿弥陀発祥の地にして根元の旧跡である。」
（「六阿弥陀根元 木余如来略縁起」（足立区登録有形文化財）より）
寺伝によれば、性翁寺の草創は神亀2年（725年）、行基によるものという。
寺伝によると、この地に居住していた足立庄司宮城宰相の一人娘である足立姫が嫁ぎ先から引出物不足と罵られ、神亀2年6月1日、これに耐えかねた彼女が下女12人と共に荒川に入水した。下女の亡骸はすぐ見つかったが、足立姫の亡骸はついに見つからず、父親の庄司は悲しみのあまり諸国の霊場を巡り、紀伊国（現在の和歌山県）の熊野権現にて、霊木で仏像を造って供養すればよいというお告げを受けた。
庄司は早速霊木を見つけ、地元・武蔵国に流れ着くように祈念して海に流した。すると、霊木は熊野より当地に着いていたという。古来より性翁寺付近に「熊野木」の地名あり。当時、当地には行基菩薩が滞在しており、庄司がこの件について話すと、六道流転に因み一夜にして霊木から六体の阿弥陀如来を造り上げた。さらに余った木でもう一体の阿弥陀如来を造り、足立姫成仏の遺影としたという。（これが「木余り如来」と呼ばれる由縁である）
庄司が屋敷の傍らに草庵を建立してこの阿弥陀如来を安置した。これが性翁寺開創伝承であり、「足立姫伝説」と「江戸六阿弥陀」の発祥寺院ということになる。

## 龍呑上人による開山

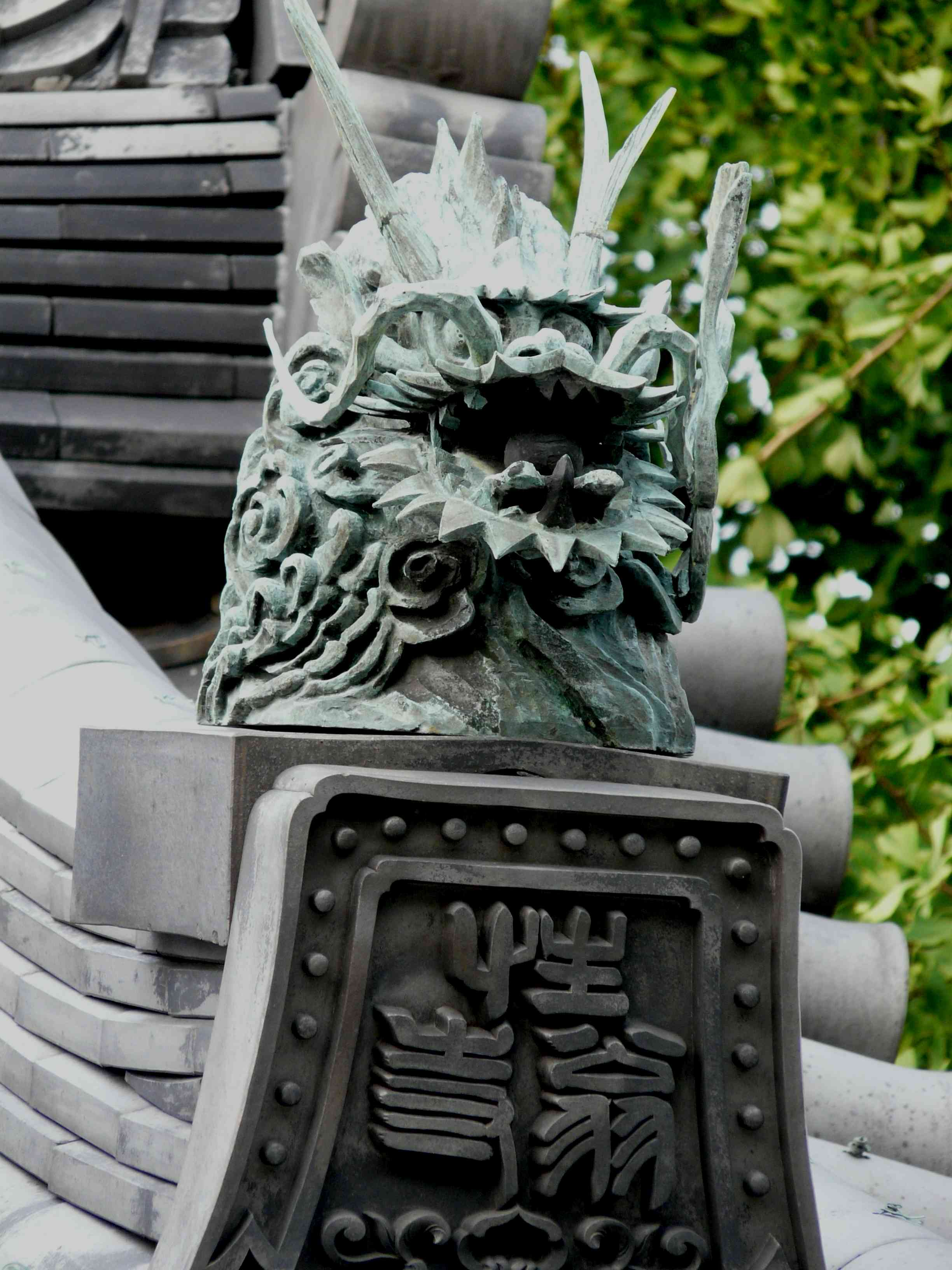
「龍燈山」性翁寺の山門

その後、室町時代の明応元年（1492年）、当地に訪れた龍呑上人が足立姫の墓処の菩提樹の木に毎夜、龍燈のかかるのを見て、庵から一寺院にしようと守護処に一寺改転を願い出て、「龍燈山貞香院性翁寺」と給わり浄土宗寺院として開山されたのである。姫の墓処から龍燈が上がるのを見て「龍燈山」と号したと伝わる。
戦国時代になると当地一帯を治めていた宮城氏も、同寺へ経済的に関わっていた痕跡が古文書からも確認されている。

## 阿出川一族による再興
江戸時代になると、宮城氏が姿を消した代わりに、後北条氏の家臣・阿出川氏一族が勢力をもち、宮城氏がいなくなり荒廃していた同寺を元和2年（1616年）に阿出川対馬守貞次を大檀那として再興したという。以降400年来、阿出川一族の菩提寺として墓が護られている。阿出川氏により再興された性翁寺は慶安2年（1649年）、江戸幕府三代将軍・徳川家光より朱印地として10石の寺領を拝領し、以降も歴代将軍により安堵された。

## 江戸六阿弥陀巡り
江戸六阿弥陀は女人救済の阿弥陀如来として江戸時代に多くの人々の信仰を集め、おもに女性たちを中心とした「江戸六阿弥陀巡り」が流行した。
発祥である性翁寺も昭和初め頃まで遠方からも多くの参拝者が巡拝に訪れ、とくに春秋の彼岸には行楽の女性客で賑わった。。
今日でも女性の幸せを祈る寺として、朱印集めなどで多くの女性が参拝に訪れる。

## 本尊・木余り如来について
本尊の木造阿弥陀如来坐像は「木余り如来」（きあまりにょらい）または「根本阿弥陀」などとも呼ばれ、足立姫の菩提を弔うため行基菩薩が余り木で彫ったと伝承されている。像高は約42cmで、実際の造像は平安時代末期とみられる。昭和46年（1971年）に東京都指定有形文化財に指定されている。
近年では年に一度、東京都が開催する「東京文化財ウィーク」（例年11月）の特別公開事業として一般公開もされており、多くの参詣者が見学に訪れる。

## 境内の主な施設
- 参詣者用駐車場
- 足立姫墓所（一夜菩提樹）
- 山門、本堂、手水舎、境内墓地
- 木余堂会館（寺の貸斎場・家族葬）
- 阿出川対馬守墓
- いぼころり地蔵尊　など

## 交通アクセス
【車】首都高速扇大橋出入口より３分
【電車】東京都交通局日暮里・舎人ライナー「扇大橋駅」西口徒歩６分
【バス】・足立区コミュニティバスはるかぜ「扇小学校北」徒歩４分、「扇大橋駅」徒歩６分、・東武バス「扇大橋駅前」徒歩６分、・都営バス「江北橋下」徒歩４分、「荒川土手」徒歩10分
【駐車場/駐輪場】あり（参詣者専用）
※周辺に電柱案内板あり

## 公式サイト
- 性翁寺公式ホームページ